# Notch-jelzőút

Noch-mediált juxtakrin jelzés szomszédos sejtek közt

A Notch-jelzés lépései

A Notch-jelzőútvonal a legtöbb állatban jelenlévő erősen állandósult sejtkommunikációs rendszer. Emlősökben 4 különböző Notch-receptor van jelen, ezek a NOTCH1, a NOTCH2, a NOTCH3 és a NOTCH4. A Notch-receptor egyszeri áthaladásos transzmembrán receptorfehérje. Kalciumdependens, nem kovalens interakcióval egy sejten kívüli rövid résszel asszociálódó, sejten kívüli nagy, egy egyszer áthaladó és egy sejten belüli kis részből áll.
A Notch-jelzés erősíti a proliferatív jelzést a neurogenezis során, aktivitását a Numb gátolja az idegi differenciációt segítve. Fontos szerepe van az embrionális fejlődés szabályzásában.
A Notch-jelzés szabályzása számos rákban hibás, és számos betegségben előfordul hibás Notch-jelzés, beleértve a T-sejtes akut limfoblasztikus leukémiát (T-ALL), a szubkortikális infarktusos és leukoenkefalopátiás cerebralis autoszomális domináns arteriopátiát (CADASIL), a sclerosis multiplexet, a Fallot-tetralógiát és az Alagille-szindrómát. A Notch-jelzés gátlása gátolja a T-sejtes akut limfoblasztikus leukémia proliferációját sejttenyészetben és egérmodellben is.

## Felfedezése
1914-ben John S. Dexter bemélyedést vett észre a Drosophila melanogaster szárnyain. A gén alléljeit 1917-ben azonosította Thomas Hunt Morgan amerikai fejlődésbiológus. Egymástól függetlenül elemezték molekulárisan és szekvenálták ezeket az 1980-as években Spyros Artavanis-Tsakonas és Michael W. Young. Fejlődési fenotípusok alapján azonosították a C. elegans 2 Notch-génjét, a lin-12-t és a glp-1-et. A lin-12 klónozását és részleges szekvenciáját a Drosophila Notch-génjével együtt írta le Iva Greenwald.

## Mechanizmus
A Notch-protein a sejtmembránon áthalad, egyik része belül, a másik kívül van. A sejten kívüli doménhez kapcsolódó ligandumproteinek a sejten belüli domén proteolitikus leválását és felszabadítását okozzák, mely a sejtmagba kerülve a génexpressziót módosítja.
A leválásmodellt először 1993-ban javasolták a Drosophila Notch és a C. elegans lin-12 fehérjéin, informed by the first oncogenic mutation affecting a human Notch gene. Compelling evidence for this model was provided in 1998 by in vivo analysis in Drosophila by Gary Struhl valamint sejttenyészetben végzett munka alapján. Bár eleinte vitatott volt e modell, az ezt alátámasztó bizonyítékok egyértelműek lettek 2001-re.
A receptor általában közvetlen sejt-sejt érintkezés aktiválja, ahol a sejtek érintkező transzmembrán proteinjei a Notch-receptorhoz kötődő ligandumokat alkotják. A Notch-kötés lehetővé teszi a sejtcsoportok olyan elrendeződését, ahol ha egy sejt egy gént expresszál, ezt kikapcsolhatja a szomszédos sejtekben a sejtközi Notch-jelzés. Így a sejtcsoportok egymást befolyásolják nagy szerkezetek létrehozásával. Ezért a laterális gátló mechanizmusok fontosak a Notch-jelzéshez. A lin-12 és a Notch bináris sejtdöntéseket közvetítenek, a laterális gátlás visszacsatolási mechanizmusokat érint a kezdeti különbségek erősítéséhez.
A Notch-kaszkád a Notchból és annak ligandumaiból, valamint a Notch-jelzést a sejtmagba közvetítő sejtbeli fehérjékből áll. A Notch/Lin-12/Glp-1 receptorcsalád érintett a sejtek sorsának eldöntésében a Drosophila és a C. elegans esetén.
A Notch sejtbeli doménje komplexet alkot a CBF1-gyel és a Masterminddal a célgének transzkripciójának aktiválásához. A komplex szerkezete ismert.
A Notch-jelzőútban a több O-glükozilációs hely pufferként szolgál a hőmérsékletfüggő jelzésvesztéssel szemben.

### Útvonal
A Notch-receptor érése a sejten kívüli oldalon való bomlást igényli a sejten belüli anyagcserekor a Golgi-komplexbe való kerüléshez. Ez kétrészes proteint ad, mely egy kis transzmembrán és sejten belüli doménhez kapcsolt, sejten kívüli nagy domént ad. A ligandum kötése két proteolitikus reakciót segít elő, így a sejten belüli domén leválik, és bejuthat a sejtmagba további DNS-kötő fehérjék működését elősegítve és a génexpressziót szabályozva.
A Notch-ligandumok egyszeri áthaladásos transzmembrán fehérjék, és a DSL (Delta/Serrate/LAG-2) fehérjecsalád tagjai. A Drosophila melanogasterben 2 ligandum van, a Delta és a Serrate. Emlősökben ezeknek a Delta-szerű és a Jagged felelnek meg. Emlősökben több Delta-szerű és Jagged ligandum van, valamint feltehetően több más ligandum is, például az F3/kontaktin.
A C. elegansban két gén kódol homológ fehérjéket, ezek a glp-1 és a lin-12. Legalább egy beszámoló szerint egyes sejteknek akár 4–5 sejtméret távolságra lévő sejtek közt is lehetséges a kommunikáció.
A Notch sejten kívüli doménje főleg kis cisztingazdag motívumokból, EGF-szerű ismétlődésekből áll.
Például a NOTCH1-ben 36 ilyen csoport található. Minden EGF-szerű ismétlődés mintegy 40 aminosavból áll, szerkezetüket nagyrészt 6 állandósult cisztein határozza meg, ezek 3 állandósult diszulfidkötést alkotnak. Minden EGF-szerű ismétlődés módosulhat O-kapcsolt glikánokkal bizonyos helyeken. Az első és második állandósult cisztein közé O-glükóz, a második és harmadik közé O-fukóz ékelődhet. E cukrokat egy O-glükoziltranszferáz (kivéve a Rumit), illetve GDP-fukóz fehérje-O-fukoziltranszferáz (POFUT1) helyezik el. Az O-fukóz POFUT1 általi hozzáadása szükséges a Notch-funkcióhoz, és az O-fukózt hozzáadó enzim nélkül a Notch-fehérjék nem működnek megfelelően. A glükoziláció hatása a funkcióra még nem teljesen tisztázott, azonban a POGLUT1-ről ismert, hogy mutációi több betegség okai.
Az O-glükóz a Notchon bővülhet triszachariddá két xilóz hozzáadásával xiloziltranszferázok révén, az O-fukóz pedig tetraszachariddá bővülhet N-acetilglükózamin (GlcNAc) hozzáadásával a FNG N-acetilglükózaminiltranszferáz révén, galaktóz hozzáadásával galaktoziltranszferáz révén, valamint sziálsav hozzáadásával szialiltranszferáz révén.
Emlősökben három Fng GlcNAc-transzferáz van, ezek az LFNG, az MFNG és az RFNG. Ezen enzimek felelnek a Notch-jelzésen jelentkező „FNG-hatásért”. Ha az FNG a GlcNAc-t fukózhoz adja, a galaktóz és a sziálsav hozzáadása megtörténik. E tetraszacharid jelenlétében a Notch erősen jelez a Delta ligandummal, de kevésbé a Jaggeddel. A mód, mely révén a cukor hozzáadása gátolja az egyik ligandummal való jelzést, és erősíti a másikkal valót, nem teljesen tisztázott.
Amikor a Notch sejten kívüli doménje ligandummal lép interakcióba, az ADAM10 metalloproteáz a membrántól kis távolságra elválasztja a Notch-fehérjét. Így felszabadul a Notch sejten kívüli része (NECD), mely a ligandummal továbbra is kölcsönhat. A ligandum és a NECD ezután a ligandumot expresszáló sejtbe kerül. Lehetnek jelzőhatások a ligandumot expresszáló sejtben az endocitózis után, erről folynak kutatások. Az első elválasztás után az Alzheimer-kórban is szerepet játszó γ-szekretáz elválasztja a fehérje maradékát. Így felszabadul a Notch-fehérje sejten belüli része (NICD), mely ezután a sejtmagba kerül, ahol a CSL transzkripciós faktor aktiválásával szabályozhatja a génexpressziót. Korábban feltételezték, hogy e CSL fehérjék a Notch-céltranszkripciót akadályozták. Később kiderült, hogy amikor a sejten belüli domén a komplexhez kapcsolódik, transzkripciórepresszorból aktivátorrá válik. Más fehérjék is részt vesznek a Notch-kaszkád sejten belüli részében.

### Liganduminterakciók

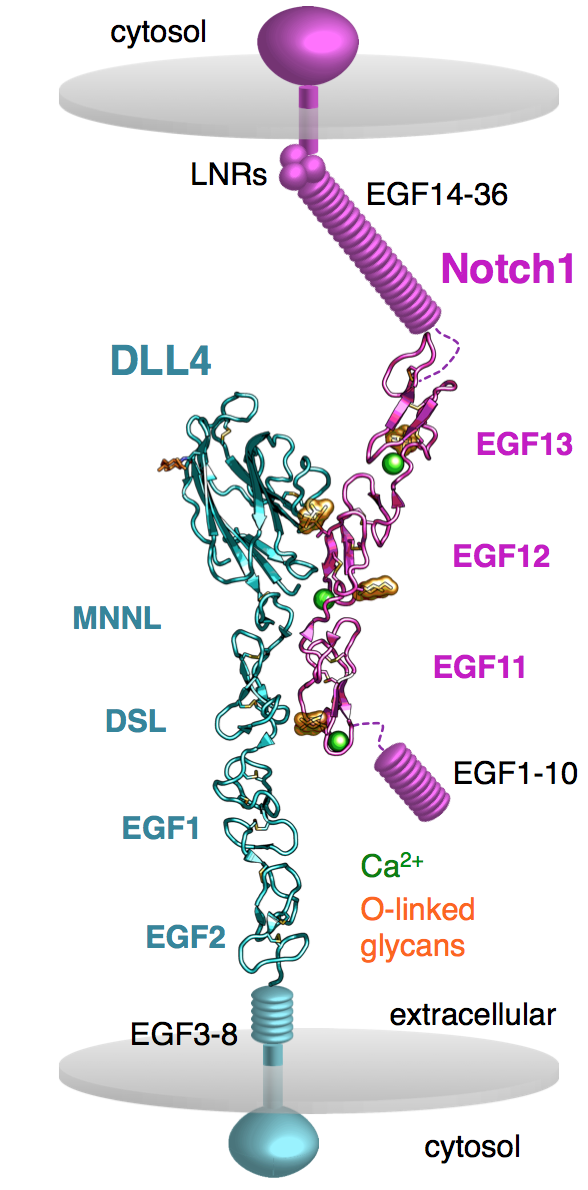
A Notch1-DLL4 komplex szerkezete a két sejt közti kölcsönhatásban

A Notch-jelzés akkor indul, amikor a sejtfelszíni Notch-receptorok az ellentétes oldali sejteken in trans lévő ligandumokat alkalmaznak. A Notch sejten kívüli doménjének mérete ellenére a 11-es és 12-es EGF domének a Deltával való interakciók fontos meghatározói. További tanulmányok kimutattak a Notch EGF11–12-n kívül további ligandumkötő részeket. Például a Notch EGF 8-as domén fontos a Serrate/Jagged szelektív észlelésében, a 6–15-ös domén a maximális jelzéshez szükséges ligandumstimulációkor. A NOTCH1 és a Delta-like 4 (Dll4) kristályszerkezete révén a Notch–ligandum interakciók is láthatók, és az N-terminális MNNL (C2) és DSL domének a 12-es, illetve a 11-es doménekhez kapcsolódnak. A Notch1–Dll4 szerkezet révén a Notch O-fukóz és glükóz szerepei is ismertté váltak, és a glikánmediált Notch-jelzés-hangolás szerkezeti mechanizmusát is meg lehetett így ismerni.

### Szintetikus Notch-jelzés
Lehetséges szintetikus Notch-receptorok létrehozása a sejten kívüli receptort és a sejten belüli transzkripciós doméneket más választott doménekre cserélésve. Ez lehetővé teszi az észlelt ligandumok és az erősített gének kiválasztását. Így a sejtek jelenthetik vagy változtathatják viselkedésüket meghatározott jelekkel való érintkezéskor, a sejtközi kommunikációról szóló alap- és alkalmazott kutatást megkönnyítve. E rendszer lehetővé tesz több szintetikus útvonal helyezését párhuzamosan egy sejtbe.

## Funkció
A Notch-jelzőút fontos a sejtközi kommunikációban, mely több sejtdifferenciációs folyamatot irányító génszabályzó mechanizmusokat tartalmaz az embrionális és a felnőttkori életben is. Az alábbi folyamatokban is fontos a Notch-jelzés:
- neuronfunkció és -fejlődés[48][49][50][51]
- az artériás endotél sejtek stabilizációja és az angiogenezis[52]
- fontos sejtkommunikációs események szabályzása az endocardium és a myocardium közt a valvularis elsődleges és a ventricularis fejlődés és differenciáció során[53]
- szívbillentyű-homeosztázis; szív- és érrendszeri rendellenességekben is szerepe van[54]
- az endokrin és exokrin hasnyálmirigy időben történő specifikációja[55]
- a szekréció és abszorpció közt választó bélsejtek döntésének befolyása[56]
- vérképző őssejteknek fenntartott térrész növelése csontfejlődés során, részvétel az oszteoblaszt csoportban, lehetséges terápiás szerep a csontregenerációban és az osteoporosisban[57]
- hemogén endotélsejtek növelése a Hh-jelzőutat és a Scl-t tartalmazó jelzőtengellyel együtt[58]
- T-sejtek közös limfoid prekurzorból való képzése[59]
- sejtek döntésének befolyásolása az emlőmirigyekben több különböző fejlődési szakaszban[60]
- feltehetően néhány nem magi mechanizmus, például az aktin sejtváz irányítása az Abl tirozinkináz révén[29]
- a C. elegans csíravonalának mitózis és meiózis közti döntése[12]
- pulmonaris alveolusok fejlesztése.[61]

A Rex1 gátolja a notch expresszióját mesenchymalis őssejtekben, akadályozva a differenciációt.
A POGLUT1 (emlősökben), illetve a Rumi (Drosophilában) a C-X-S-X-P-C szekvenciájú ismétlődésekben lévő szerint glükozilálja.

## Szerepe az embriogenezisben
A Notch-jelzőút fontos a sejtközi kommunikációban, és szabályozza az embrionális fejlődést.

### Embriópolaritás
A Notch-jelzés szükséges a polaritásszabályzásban. Például mutációs kísérletek szerint a Notch-jelzés elvesztése a szomitákban nem megfelelő anterior-posterior polaritást okoz. Továbbá a Notch-jelzés szükséges a bal-jobb aszimmetria kialakulásához gerincesekben.
Korai C. elegans-kísérletek szerint a Notch-jelzés fontos a mezoderma indukciójában és a sejt sorsának eldöntésében. Mint korábban szerepel, a C. elegansnak 2 génje van, melyek részben funkcionálisan redundáns Notch-homológokat kódolnak, ezek a glp-1 és a lin-12. A C. elegansban a glp-1 az APX-1-gyel, a Delta C. elegans-homológjával reagál. Ez a sejtek differenciációját okozza, és létrehozza a dorzális-ventrális tengelyt.

### Szerepe a szomitogenezisben
A Notch-jelzés fontos a szomitogenezisben. 1995-ben a Notch1-ről kiderült, hogy fontos az egerek szomitáinak szegmentációjában. További tanulmányok azonosították szerepét a szegmentációs órában. Ezek feltételezték, hogy a Notch-jelzés elsődleges funkciója nem egy sejtre hat, hanem koordinálja, szinkronban tartja a sejtórákat. Ez megmagyarázta a Notch-jelzés szerepét a szegmentáció fejlődésében, és alátámasztották az egér- és a zebradánió-kísérletek. A Delta1-mutáns egerek a kísérletek alapján rendellenes szomitogenezist mutatnak anterior-posterior polaritás nélkül, ezek alapján a Notch-jelzés fontos a szomitahatárok fenntartásában is.
A szomitogenezis során a paraxiális mezoderma sejtjeinek molekuláris oszcillátora határozza meg a szomitaképződés pontos sebességét. Óra-hullám modellt javasoltak a szomiták helyének és határának meghatározására. E folyamat erősen szabályozott, mivel a szomitáknak megfelelő méretűnek és elrendezésűnek kell lenniük a belső váz spondylocostalis dysostosist okozó hibáinak elkerüléséhez. Számos fontos rész segíti ennek koordinálását. Egerekben a Notch1, a Dll1 vagy 3, az Lfng vagy a Hes7 mutációi nem megfelelő szomitakialakulást okoz, emberben a DLL3-ról, az LFNG-ről és a HES7-ről bizonyított ugyanez.

### Szerepe az epidermalis differenciációban
A Notch-jelzés az első epidermalis rétegekben lévő csillós, differenciálódó sejtekben is megtörténik a korai bőrfejlődés során. Továbbá ezalatt a preszenilin-2 az ARF4-gyel együttműködik a Notch-jelzés szabályzásában. Azonban nem ismert, hogy van-e a γ-szekretáznak szerepe a Notch-jelzés modulálásában.

## Szerepe a központi idegrendszer fejlődésében és működésében

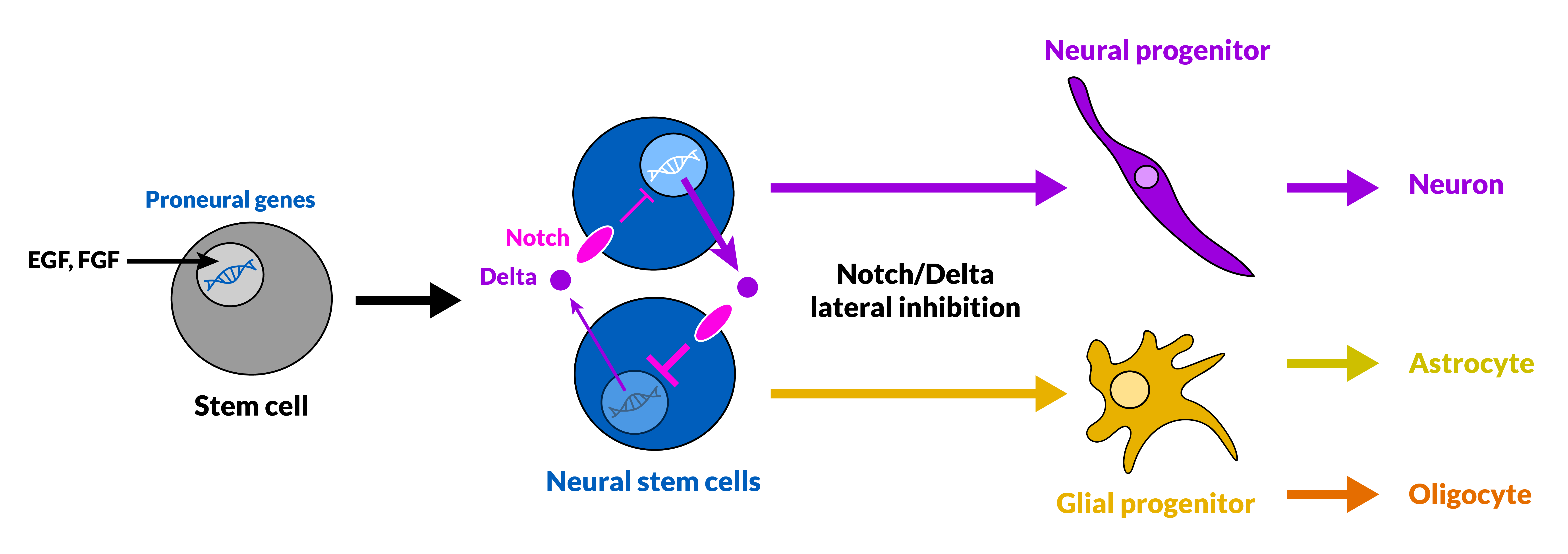
Notch-Delta laterális gátlás neuralis őssejtekben, melyek a neuronok és gliasejtek elődeit adják.

A Notch-jelzés központi idegrendszerben való szerepéről szóló korai tanulmányok főleg a Drosophilában végrehajtott mutagenezis-kísérletek voltak. Például egy embrionális letális fenotípus összefüggésben állhat a Notch-diszfunkcióval, ez alapján kimutatták, hogy a Notch-mutációk idegi és epidermalis sejtek elválásának elégtelenségét okozhatja a korai Drosophila-embriókban. A 2000-es években a mutációs és knockouttechnikák lehetővé tették a Notch-jelzőútvonal kutatását emlős-, különösen rágcsálómodellekben.
A Notch-jelzőútvonalat különösen az idegprogenitorsejtek (NPC) fenntartásában és megújításában találták fontosnak. 2000-től más funkcióit is felismerték, például a gliasejt-differenciációt, a neuritfejlődést, a tanulást és a memóriát.

### Neurondifferenciáció
A Notch-útvonal fontos a fejlődő agy NPC-inek fenntartásában. Ezen útvonal aktivációja elegendő az NPC-proliferáció fenntartásához, az útvonal fontos részeinek funkcióvesztéses mutációja idő előtti neurondifferenciációt és NPC-hiányt okoz. A Notch-jel modulátorai, például a Numb fehérje képesek a Notch hatásait csökkenteni, leállítva a sejtciklust, és elindítva az NPC-differenciációt. Ezzel szemben a fibroblaszt-növekedési faktor útvonala erősíti a Notch-jelzést, az agykéreg őssejtjeit proliferatív állapotban tartva, így ez a mechanizmus szabályozza az agykéreg felszínének növekedését és talán a girifikációt is. Így a Notch-jelzés irányítja az NPC-megújulást és a sejtek sorsának eldöntését.
A Notch-jelzőútvonal egy ritkább ága a STAT3 727. aminosavjának, a szerinnek foszforilációját és az ezt követő Hes3-expresszió-növekedést (STAT3-Ser/Hes3-jelzőtengely) tartalmazza. Ez szabályozza tenyészetben és felnőtt rágcsálók agyában az NPC-számot.
Felnőtt rágcsálókban és sejttenyészetben a Notch3 a Notch1/2-vel szemben segíti a neurondifferenciációt. Így az egyes Notch-receptorok funkciója  sejtkörnyezettől függően eltérhet.

### Neuritfejlődés
In vitro tanulmányok szerint a Notch befolyásolhatja a neuritfejlődést. In vivo, a Notch-jelzést moduláló Numb deléciója zavarja a neuronérést a fejlődő kisagyban, valamint az axonfejlődést az érző ganglionokban. Bár ennek mechanizmusa nem ismert, ezek alapján a Notch-jelzés fontos lehet a neuronérésben.

### Gliogenezis
Gliogeneziskor a Notch utasító szereppel rendelkezhet, mely közvetlenül segítheti a számos gliasejtaltípus differenciációját. Például az aktivált Notch-jelzés a retinában a Müller-gliasejtek keletkezését segíti a neuronszám csökkenésével, a csökkent Notch-jelzés a ganglionsejtek keletkezését segíti, csökkentve a Müller-gliasejtek számát.

### Felnőtt agyban
Fejlődésben betöltött szerepén kívül a Notch-jelzés szerepet játszik a neuronapoptózisban, a neuritméret-csökkenésben és a neurodegenerációban ischaemiás stroke esetén. A fejlődési funkciókon kívül a Notch-fehérjéket és -ligandumokat expresszálják felnőtt idegrendszeri sejtek, ami szerepet játszhat a neuroplaszticitásban. A Notch1- vagy Cbf1-mutációkra heterozigóta felnőtt egerek a tértanulásban és memóriában negatívan érintettek. Hasonlóak az eredmények a Notch intramembrán bontását mediáló preszenilin-1 és -2 esetén is. A feltételes preszenilin-deléció 3 héttel születés után excitatiós neuronokban tanulási és memóriahiányt, neurondiszfunkciót és fokozatos neurodegenerációt okoz. Egyes γ-szekretáz-gátlók az Alzheimer-kór és az MCI klinikai kísérletei során statisztikailag jelentős kognitív romlást mutattak, ennek oka feltehetően a hatása a Notch-jelzésre.

## Szerepe a szív és érrendszer fejlődésében
A Notch-jelzőútvonal a szív és érrendszer kialakulásának és morfogenezisének fontos része fejlődésben és betegségben. Szükséges az endotél csúcs- és szársejtek kiválasztásához a csírázó angiogenezisben.

### Szívfejlődés
A Notch-jelzőútvonal fontos legalább 3 szívfejlődési folyamatban, ezek az atrioventricularis csatorna, a myocardium és a szívből kivezető traktus fejlődése.

#### Az atrioventricularis csatorna fejlődése
AV határ kialakulásaA Notch-jelzés szabályozhatja az atrioventricularis határ kialakulását az AV csatorna és a kamra-myocardium közt.
Tanulmányok szerint a Notch-útvonal funkcióvesztéses és -szerzéses mutációi is hibás AV-csatorna-fejlődést okoznak. Továbbá a HEY1 és HEY2 Notch-célgének fontosak a két fő fejlődésszabályzó fehérje, a BMP2 és a Tbx2 expressziójának AV-csatornára való korlátozásában.
AV epitél-mesenchymalis átmenet (EMT)A Notch-jelzés fontos az AV-EMT-ben, mely az AV csatorna éréséhez fontos. Az AV csatorna határának kialakulása után az AV csatornát határó endokardiális sejtek egy részét amyocardiumból és az interendocardialis jelzőútvonalakból érkező jelek aktiválják az EMT-hez. A Notch1-elégtelenség elégtelen EMT-indukciót okoz. Kevés vándorsejt található, ezek nem rendelkeznek mesenchymalis morfológiával. A Notch ezt a mátrix-metalloproteináz-2 (MMP2) expressziójának aktiválásával vagy a vaszkuláris-endotél kadherin (VE-kadherin) expressziójának gátlásával szabályozhatja a VEGF útvonal VEGFR2-vel való szupressziójával. RBPJk/CBF1-mutánsokban a szívbillentyű-fejlődés erősen sérül, feltehetően az elégtelen endocardialis érés és jelzés miatt.

#### Ventricularis fejlődés
Egyes Xenopusban és egerek embrionális őssejtjeiben végzett tanulmányok alapján a kardiomiogén döntés és differenciáció Notch-jelzés-gátlást igényel. Az aktív Notch-jelzés a ventricularis endocardiumban a megfelelő trabeculafejlődés után szükséges a myocardialis specifikáció után a BMP10, NRG1 és efrin B2 expressziójának szabályzásával. A Notch-jelzés fenntartja a nem érett szívizomsejtek proliferációját emlősökben és zebradánióban. Feltehetően létezik szabályzó összefüggés a Notch- és a Wnt-jelzés közt, ahol a nagyobb Wnt-expresszió csökkenti a Notch-jelzést, így a ventricularis szívizomsejt-proliferációt is. Ez Wnt-gátlókkal visszaállítható.
A HEY2, a Notch-jelzés effektora fontos a ventricularis fejlődés szabályzásban az interventricularis septumban és az atrioventricularis párnák endocardialis sejtjeiben való expressziója révén. A szív- és simaizomsejt-specifikus HEY2-deléció csökkent szívkontraktilitást, hibás alakú jobb kamrát és ventricularis septalis hibákat okoz.

#### Ventricularis kimeneti traktus fejlődése
Az aortaív és annak artériái fejlődésekor a Notch-receptorok, -ligandumok és -célgének különös expressziós mintát mutatnak. A Notch-útvonal akadályozásakor a vascularis simaizomsejtmarker-expresszió indukciója nem történik meg, így a Notch feltehetően fontos a szív idegcsősejtjeinek érsejtekké differenciálódásában a ventricularis kimeneti traktus fejlődésekor.

### Angiogenezis
Az endotélsejtek a Notch-jelzőútvonalat használják a sejtek viselkedésének koordinálására az ércsírázáskor (csírázó angiogenezis).
A Notch aktivációja elsősorban kötősejtekben és stabil ereket borító sejtekben történik az endotél csúcssejtekben expresszált DLL4-gyel (Delta-like ligand 4) való közvetlen kölcsönhatás révén. Az endotélsejtek vándorlásában és proliferációjában fontos VEGF-jelzés csökkenhet az aktivált Notch-jelzéssel rendelkező sejtekben a Vegf-receptor-transzkriptum szintjét csökkentve. A Notch-jelzés nélküli zebradánió-embriókban állandó flt4- (a VEGF3 zebradánió-ortológja) jelentkezik minden endotélsejtben, míg a Notch-aktiváció teljesen megszünteti az expresszióját.
A Notch-jelzés használható az erek csíramintájának irányítására angiogeneziskor. Egy ér VEGF-jelzésnek kitett sejtjeiből csak egy bizonyos számú indítja el az angiogén folyamatot. A Vegf képes a DLL4-expresszió indukálására. A DLL4-et expresszáló sejtek csökkentik a szomszédos sejtek Vegf-receptorait a Notch aktiválásával, megakadályozva azok vándorlását a fejlődő csírába. Ugyanígy a csírázási folyamat során a kötősejtek vándorlása korlátozandó az eredeti érhez való kapcsolat megtartásához.

## Szerepe az endokrin fejlődésben
A fejlődés során az entoderma és az ektoderma számos emésztőrendszeri epitél sejtcsoporttá, például endokrin sejtekké alakul. Számos tanulmány szerint a Notch-jelzés fontos az endokrin fejlődésben.

### Hasnyálmirigy-fejlődés
A hasnyálmirigy kialakulása az entodermából a fejlődés korai szakaszában kezdődik. A Notch-jelzőútvonal részeinek expressziója található a fejlődő hasnyálmirigyben, így feltehetően a Notch-jelzés fontos a hasnyálmirigy fejlődésében. A Notch-jelzés szabályozza az endokrin sejttípusok közös prekurzorból való létrehozását két lehetséges mechanizmussal. Az egyik a „laterális gátlás”, mely egyes sejteket az elsődleges, másokat egy másodlagos sorsra határoz meg, melyeknek megvan a lehetőségük egyazon sors átvételére. A laterális gátlás sok sejt sorsának meghatározásához szükséges. Itt ez magyarázhatja az endokrin sejtek szórt elhelyezkedését a hasnyálmirigy epitéliumában. A másik mechanizmus a „szupresszív fenntartás”, mely a Notch-jelzés szerepét magyarázza a hasnyálmirigy differenciációjában. A fibroblaszt-növekedési faktor 10 feltehetően fontos ebben az aktivitásban, de a részletek ismeretlenek.

### Bélfejlődés
A Notch-jelzés szerepéről a bélfejlődésben több beszámoló is szól. A Notch-jelzőútvonal részeinek mutációja módosítja a legkorábbi bélsejtdöntéseket a zebradánió fejlődésében. Transzkripciós elemzés és funkciószerzéses kísérletek alapján a Notch-jelzés a bél Hes1-ét célozza, és az adszorptív és szekréciós sejt közti döntést szabályozza.

### Csontfejlődés
Korai in vitro kísérletek alapján a Notch-jelzőútvonal az oszteoklasztogenezist és az oszteoblasztogenezist csökkenti. A Notch1 a chondrogenezis során előbb mesenchymalis kondenzációs területben expresszálódik, majd a hipertrófiás chondrocitákban. A Notch-jelzés túlexpressziója gátolja a csontmorfogenetikus protein-2-indukált oszteoblaszt-differenciációt. Tehát a Notch-jelzés fontos a mesenchymalis sejtek oszteoblaszttá alakulásában, és a csontregeneráció lehetséges terápiás módszere.

## Szerepe a rákban

### Leukémia
A nem megfelelő Notch-jelzés T-sejtes akut limfoblasztikus leukémiát (T-ALL) okoz, ez a T-ALL-esetek legalább 65%-ában mutálódott. A Notch-jelzést aktiválhatják Notch-mutációk, a negatív Notch1-szabályzó FBXW7 mutációi vagy ritkán t(7;9)(q34;q34.3) transzlokáció. T-ALL esetén a Notch-aktivitás további onkogén léziókkal, például c-MYC-kel jár együtt, mely anabolikus útvonalakat, például riboszóma- és fehérje-bioszintézist okoz, erősítve a leukémiás sejtnövekedést.

### Urotél húgyhólyagrák
A Notch-aktivitás elvesztése fontos esemény az urotél rákban. Egy tanulmányban a humán húgyhólyag-karcinómák több mint 40%-ában a Notch-útvonal részeit inaktiváló mutációkat azonosítottak. Egérmodellekben a Notch genetikai inaktivációja az Erk1/2 foszforilációját okozza, tumorigenezishez vezetve a húgycsőben. Mivel nem minden NOTCH-receptor érintett azonos mértékben az urotél húgyhólyagrákban, egy tanulmányban a minták 90%-a expresszált NOTCH3-at, így feltehetően a NOTCH3 fontos az urotél húgyhólyagrákban. Nagyobb mértékű NOTCH3-expressziót figyeltek meg a nagy tumorokban, és a nagyobb mértékű pozitivitás nagyobb mortalitással függött össze. A NOTCH3-at így független előrejelzőként azonosították. Így feltehetően a NOTCH3 használható urotélhúgyhólyagrák-specifikus mortalitás markereként. Ezenkívül a NOTCH3-expresszió lehet immunohisztokémiai marker az urotél húgyhólyagrák klinikai követésében, egyénre szabhatóbb megközelítést jelentve a rövidebb intervallumonként kontrollcisztoszkópiát igénylő páciensek esetén.

## Notch-gátlók
A Notch-jelzés fontossága számos rákban Notch-gátlók (különösen a γ-szekretáz-gátlók) vizsgálatához vezetett, ezek különböző klinikai fázisokban lévő rákgyógyszerek. 2013-ban legalább 7 Notch-gátló volt klinikai fázisban. Az MK-0752 ígéretes eredményeket mutatott a korai klinikai fázisban mellrákkal szemben. Preklinikai tanulmányokban hatékonynak bizonyult endometriózissal szemben, melyre a Notch-útvonal tagjainak nagyobb expressziója jellemző. Egyes Notch-gátlókat, például a γ-szekretáz-gátló LY3056480-at a cochlearis szőrsejtek regenerációjára való képességük miatt tanulmányoznak, ami a hallásvesztés és a tinnitus kezelésére is használható lehet.

## Matematikai modellezés
A Notch-Delta-jelzés fontos a sejtközi interakciók segítette mintaképződés megértésében, különösen a laterális gátló mechanizmusok terén. A Collier-modell,e terület fontos eleme differenciálegyenletek rendszerét használja a szomszédos sejtek közti visszacsatolás leírásában. A modellt az alábbi egyenletek határozzák meg:{\displaystyle {\begin{aligned}{\frac {d}{dt}}n_{i}&=f(\langle d_{i}\rangle )-n_{i}\\{\frac {d}{dt}}d_{i}&=\nu (g(n_{i})-d_{i})\end{aligned}}}
ahol {\displaystyle n_{i}} és {\displaystyle d_{i}} a Notch-, illetve Delta-aktivitást jelentik az {\displaystyle i}. sejtben. Az {\displaystyle f} és {\displaystyle g} függvények jellemzően Hill-függvények, melyek a jelzőfolyamat szabályzódinamikájának felelnek meg. {\displaystyle \langle d_{i}\rangle } az {\displaystyle i}. sejttel szomszédos sejtek átlagos Delta-aktivitása a juxtakrin jelzés hatásainak integráljával.
E modell újabb bővítései hosszútávú jelzést, a nem szomszédos sejtekig elérő sejtkiemelkedések, például filopódiumok (citonémák) szerepét is figyelembe veszik. Egy kiterjesztett modell, az {\displaystyle \epsilon }-Collier-modell {\displaystyle \epsilon \in [0,1]} súlyparamétert használ a juxtakrin és a hosszútávú jelzés egyensúlyához. A {\displaystyle \langle d_{i}\rangle } interakciós tag e kiemelkedéseket tartalmazza, összetettebb, nem lokális jelzőhálózatot adva. E modell fontos a mintakeletkezés erősségének, a biológiai minták finomításának megértéséhez a filopódiumok dinamikájának és a belső zajnak a sztochasztikus természete révén. A matematikai modellezés használata a Notch-delta-jelzésben különösen fontos az érzékszervprekurzorok (SOP) mintázatának megértésében a Drosophila notumában és szárnyszélén.
A Notch-Delta jelzés matematikai modellje így a biológiai rendszerek lateralis gátló mechanizmusai és a mintaképződés jelentős ismeretét biztosítja. Ez növeli a sejtközi kölcsönhatás-változások ismeretét is, melyek diverz 
The mathematical modeling of Notch-Delta signaling thus provides significant insights into lateral inhibition mechanisms and pattern formation in biological systems. It enhances the understanding of cell-cell interaction variations leading to diverse tissue structures, contributing to developmental biology and offering potential therapeutic pathways in diseases related to Notch-Delta dysregulation.

## Fordítás
Ez a szócikk részben vagy egészben  a   Notch signaling pathway című angol Wikipédia-szócikk ezen változatának fordításán alapul.  Az eredeti cikk szerkesztőit annak laptörténete sorolja fel. Ez a jelzés csupán a megfogalmazás eredetét és a szerzői jogokat jelzi, nem szolgál a cikkben szereplő információk forrásmegjelöléseként.